# Joachim Jahn (Historiker)
Joachim Jahn (geboren 1951; gestorben am 23. April 1993) war ein deutscher Historiker und Leiter des Kulturamtes der Stadt Memmingen.
Jahn studierte an der Ludwig-Maximilians-Universität München und begann sich dort in den 1970er Jahren in der Gründungszeit des Vereins Bayerische Einigung / Bayerische Volksstiftung zu engagieren (siehe den Wettbewerb zur Bayernhymne). Auf Empfehlung seines akademischen Lehrers Karl Bosl war Jahn von 1976 bis 1984 leitender Redakteur der Zeitschrift Bayernspiegel. 1981 wurde er an der Ludwig-Maximilians-Universität mit einer von Bosl betreuten und summa cum laude bewerteten Arbeit über „Augsburg Land“ promoviert, die einen Teil des Historischen Atlas von Bayern bildet. 1984 heiratete er.
Jahn war von 1984 bis zu seinem Tod 1993 Leiter des Städtischen Kulturamtes Memmingen. In diesem Amt initiierte er 1986 die Gründung des Memminger Forums für schwäbische Regionalgeschichte, das sich „der Erforschung des historischen Schwabens“ widmet und seitdem alle zwei Jahre eine Tagung zur Regionalgeschichte im Memminger Rathaus abhält. Die ersten daraus entstandenen Tagungsbände gab Jahn mit heraus und zeigte sich dabei als Anhänger der sozialwissenschaftlich inspirierten „genealogisch-besitzgeschichtlichen“ Methode. Kurz nach seiner Berufung begann er die Arbeit an einer zweibändigen Stadtgeschichte, für die er als Herausgeber renommierte Historiker gewann und die nach seinem Tod erschien. Er förderte das Kulturangebot der Stadt unter anderem mit der Memminger Meile, einer wiederkehrend organisierten Kulturwoche.
Jahn veröffentlichte vor allem zur Landesgeschichte Schwabens und schrieb an Bosls bayerischer Biographie mit. Er habilitierte sich 1992 mit einer im Jahr zuvor erschienenen verfassungshistorischen Schrift über das bairische Herzogtum der Agilolfinger und hielt seine Antrittsvorlesung an der Universität Wien, zu der er für Memmingen enge Beziehungen aufbaute. Er starb nach schwerer Krankheit 42-jährig 1993.

## Schriften
Monographien und Aufsätze
- Augsburgs Einwohnerzahl im 16. Jahrhundert. Ein statistischer Versuch. In: Zeitschrift für Bayerische Landesgeschichte. Band 39, 1976, S. 379–396 (Digitalisat).
- Augsburg Land (= Historischer Atlas von Bayern. Teil Schwaben: Reihe 1, H. 11). Hrsg. Kommission für bayerische Landesgeschichte. Lassleben, Kallmünz 1984, ISBN 3-7696-9924-6. Zugleich Dissertation, Universität München, 1981 (Digitalisat: urn:nbn:de:bvb:12-bsb00023646-3).
- Schwabmünchen. Geschichte einer schwäbischen Stadt. Hrsg. Stadt Schwabmünchen, Selbstverlag 1984, ISBN 3-9800910-0-7 (Buchanzeige, Besprechung).
- Tradere ad Sanctum. Politische und gesellschaftliche Aspekte der Traditionspraxis im agilolfingischen Bayern. In: Ferdinand Seibt (Hrsg.): Gesellschaftsgeschichte. Festschrift für Karl Bosl zum 80. Geburtstag. Band 1. München 1988, S. 400–416.
- Ducatus Baiuvariorum. Das bairische Herzogtum der Agilolfinger (= Monographien zur Geschichte des Mittelalters. Band 35). Hiersemann, Stuttgart 1991, ISBN 3-7772-9108-0 (Rezension von Herwig Wolfram; Rezension von Geneviève Bührer-Thierry).
- Hausmeier und  Herzöge. Bemerkungen zur agilolfingisch-karolingischen Rivalität bis zum Tode Karl Martells. In: Jörg Jarnut, Ulrich Nonn, Michael Richter (Hrsg.): Karl Martell in seiner Zeit (= Beihefte der Francia. Band 37). Thorbecke, Sigmaringen 1994, ISBN 3-7995-7337-2, S. 317–344 (Digitalisat).

Herausgeberschaften
- Karl Bosl: Bayern. Modelle und Strukturen seiner Geschichte. Hrsg. von Joachim Jahn. Tuduv, München 1981, ISBN 3-88073-091-1.
- Hrsg. mit Wolfgang Hartung und Immo Eberl: Früh- und hochmittelalterlicher Adel in Schwaben und Bayern (= Regio. Forschungen zur schwäbischen Regionalgeschichte. Band 1). Regio-Verlag Glock und Lutz, Sigmaringendorf 1988, ISBN 3-8235-6111-1 (Rezension von Klaus Graf).
- Hrsg. mit Wolfgang Hartung und Immo Eberl: Oberdeutsche Städte im Vergleich. Mittelalter und frühe Neuzeit (= Regio. Forschungen zur schwäbischen Regionalgeschichte. Band 2). Regio-Verlag Glock und Lutz, Sigmaringendorf 1989, ISBN 3-8235-6112-X (Inhalt).
- Hrsg. mit Wolfgang Hartung: Gewerbe und Handel vor der Industrialisierung. Regionale und überregionale Verflechtungen im 17. und 18. Jahrhundert (= Regio Historica. Forschungen zur süddeutschen Regionalgeschichte. Band 1). Regio-Verlag Glock und Lutz, Sigmaringendorf 1991, ISBN 3-8235-6113-8 (Inhalt).
- Die Geschichte der Stadt Memmingen. Band 1: Von den Anfängen bis zum Ende der Reichsstadt. Hrsg. im Auftrag der Stadt Memmingen von Joachim Jahn. Fortgeführt von Hans-Wolfgang Bayer in Verbindung mit Uli Braun. Theiss, Stuttgart 1997, ISBN 3-8062-1315-1 (Verlagsinformation, Rezension von Pierre Monnet).
- Hrsg. mit Karl-Ludwig Ay und Lorenz Maier: Die Welfen. Landesgeschichtliche Aspekte ihrer Herrschaft (= Forum Suevicum. Beiträge zur Geschichte Ostschwabens und der benachbarten Regionen. Band 2). UVK, Konstanz 1998, ISBN 3-87940-598-0 (Rezension).

## Belege
1. ↑  Zeitschrift des historischen Vereins für Schwaben. Band 87, 1995, S. 285.
2. 1 2 3  Nachruf Dr. Joachim Jahn. In: Bayernspiegel. Zeitschrift der Bayerischen Einigung und Bayerischen Volksstiftung. ISSN 2366-4789, Heft 3, 1995, S. 9.
3. ↑  Jahn, Joachim. In: Library of Congress Authority File.
4. 1 2  Reinhard Baumann, Paul Hoser (Hrsg.): Die Revolution von 1918/19 in der Provinz (= Forum Suevicum. Beiträge zur Geschichte Ostschwabens und der benachbarten Regionen. Band 1). UVK, Konstanz 1996, S. 3.
5. ↑  Memminger Forum für schwäbische Regionalgeschichte. Website.
6. ↑  Siehe Klaus Grafs Rezension zum Sammelband Früh- und hochmittelalterlicher Adel in Schwaben und Bayern 1989.

| Personendaten    | Personendaten                                                       |
| ---------------- | ------------------------------------------------------------------- |
| NAME             | Jahn, Joachim                                                       |
| KURZBESCHREIBUNG | deutscher Historiker und Leiter des Kulturamtes der Stadt Memmingen |
| GEBURTSDATUM     | 1951                                                                |
| STERBEDATUM      | 23. April 1993                                                      |